# Правительство национального единства (Ливия)
Правительство национального единства (ПНЕ) (араб. حكومة الوحدة الوطنية‎, Hukumat al Wahdat al Watania) — временное правительство Ливии, сформированное в марте 2021 года. Оно заменило конкурирующие Правительство национального согласия, базирующееся в Триполи и признанное ООН, и второй кабинет ат-Тани, находящийся в Тобруке, поддерживаемый войсками Х.Хафтара.
5 февраля 2021 года стороны конфликта в Ливии договорились о создании временного правительства на Форуме ливийского политического диалога, прошедшего в Женеве под эгидой ООН. Абдул Хамид Дбейба был избран премьер-министром Правительства национального единства, а президентский совет возглавил Мухаммед аль-Манфи.
Условием формирования Правительства национального единства было включение в него лиц, которые ранее не занимали посты в предыдущих кабинетах министров страны. Запланировано, что это переходное правительство будет руководить Ливией до всеобщих выборов 24 декабря 2021 года.
Глава Правительства национального согласия Фаиз Саррадж официально передал властные полномочия президентскому совету и новому правительству 16 марта 2021 года.
Таким образом, формально в Ливии впервые за семь лет объединилось правительство. Его состав 10 марта утвердила Палата представителей на заседании в Сирте. Переходный кабинет министров состоит из 26 министров, двух заместителей премьер-министра, а также пяти государственных министров.
В сентябре 2021 года парламент Ливии в Тобруке выразил вотум недоверия правительству Дбейбы.